# Mangham
Mangham é uma cidade  localizada no estado americano de Luisiana, na Paróquia de Richland.

## Demografia
Segundo o censo americano de 2000, a sua população era de 595 habitantes.
Em 2006, foi estimada uma população de 557, um decréscimo de 38 (-6.4%).

## Geografia
De acordo com o United States Census Bureau tem uma área de
2,6 km², dos quais 2,6 km² cobertos por terra e 0,0 km² cobertos por água. Mangham localiza-se a aproximadamente 21 m acima do nível do mar.

## Localidades na vizinhança
O diagrama seguinte representa as localidades num raio de 32 km ao redor de Mangham.